# Scopula albomaculata
Scopula albomaculata là một loài bướm đêm trong họ Geometridae.